# Anna Viduleja
Anna Viduleja (* 30. března 1972) je lotyšská režisérka.
Již jako teenagerka si zahrála v krátkém filmu „Mans draugs Sokrates“ (Můj přítel Sokrates) a spolupracovala na filmovém festivalu Arsenāls. Studovala na Fakultě historie a filozofie Lotyšské univerzity, Lotyšské akademii kultury a Evropské filmové vysoké škole v Dánsku. Studovala také ve Velké Británii .
Režírovala několik krátkých filmů, hudebních klipů a reklam. Je jedním ze čtyř režisérů a scenáristů celovečerního filmu Vogelfrei (2007). Tento film získal Cenu Velkého Kristapse za nejlepší celovečerní film, scenáristé zároveň získali cenu za nejlepší scénář. V roce 2018 Viduleja režírovala film Homo Novus. Viduleja je také scenáristkou tohoto filmu.